# Izgubljeni
Izgubljeni (u Hrvatskoj također poznata i pod izvornim nazivom Lost) je američka televizijska serija čiji su autori Jeffrey Lieber, J. J. Abrams i Damon Lindelof, a koja se u SAD-u prikazivala od 22. rujna 2004. do 23. svibnja 2010. godine na televizijskoj mreži ABC. Serija prati živote različitih skupina i ljudi, ponajprije preživjele putnike avionske nesreće (let Sydney-Los Angeles) koji su se srušili na misteriozni tropski otok negdje u Južnom Pacifiku. Svaka epizoda karakteristična je po tome što prati određenog lika serije u dvije odvojene radnje: radnju koja se događa na otoku i radnju koja se događa u nekom drugom vremenu (prije dolaska na otok, nakon odlaska s otoka ili na samom otoku u nekom drugom vremenu), a koja je značajna za karakterizaciju lika. 
Seriju Izgubljeni producirale su kuće ABC Studios, Bad Robot Productions i Grass Skirt Productions. Tijekom cjelokupnog trajanja serije, izvršni producenti su bili Lindelof, Abrams, Bryan Burk, Jack Bender, Edward Kitsis, Adam Horowitz, Jean Higgins, Elizabeth Sarnoff i Carlton Cuse. Zbog izrazito velike glumačke postave i skupoće snimanja na stvarnim lokacijama (prvenstveno u Oahu, država Hawaii) serija Izgubljeni bila je jedna od najskupljih u povijesti televizije. Na temelju serije napravljene su različite igre (prvenstveno The Lost Experience i Find 815 na Internetu), a reference na seriju mogu se naći u printu, filmovima, drugim televizijskim serijama kao i svugdje na Internetu. 
Američki kritičari uredno su seriju iz godine u godinu stavljali na svoje top liste najboljih serija. Prva sezona skupila je prosječnih 15.69 milijuna gledatelja po epizodi. Iako je tijekom 6 sezona trajanja gledanost padala, serija je zadržala stabilnu gledanost, a posljednja sezona imala je 11 milijuna gledatelja po epizodi. Serija je tijekom šest godina dobila stotine nominacija za nagrade i isto tako osvojila mnogo njih, uključujući najprestižniju televizijsku nagradu Emmy 2005. godine za najbolju dramsku seriju, Zlatni Globus 2006. godine za najbolju dramsku seriju i Ceh filmskih glumaca za najbolju glumačku postavu u dramskoj seriji.
Sveukupno je snimljeno 121 epizoda, raspoređenih u 6 sezona.

## O seriji

### Pregled sezona
Serija započinje zrakoplovnom nesrećom koja se događa na naizgled pustom otoku usred južnog Pacifika. U početku radnja epizoda prati preživjele putnike leta Oceanic 815 koji se zajedničkim snagama bore za čisto preživljavanje. Njihove živote ugrožavaju misteriozni događaji poput pojave polarnih medvjeda, čudnog zvuka koji odjekuje džunglom (za kojeg jedan od likova pomisli da je dinosaur), kao i zlokobni naseljenici koje preživjeli zovu "Drugi". Uskoro upoznaju Francuskinju Danielle Rousseau koja se nasukala na otok 16 godina prije avionske nesreće, a pronalaze i tajanstveno podzemno okno. I dok će jedna skupina preživjelih pokušati otvoriti okno i prodrijeti unutra, druga skupina gradi splav uz kojeg će pokušati napustiti otok i doći do civilizacije. U svakom epizodi prve sezone osim radnje na otoku paralelno pratimo i radnju koja se odvija prije dolaska na otok pomoću koje se gledatelj upoznaje sa svakim pojedinim likom i razlogom zbog čega se isti uopće našao na kobnom letu.
Druga sezona većinu vremena prilaže sukobu preživjelih s "Drugima", kao i sukobu vjere i znanosti. Također, neke misterije iz prve sezone će biti riješene, iako će se pojaviti mnogo drugih. U seriji se pojavljuju i novi likovi koji zapravo predstavljaju preživjele iz repa aviona (prije nego što je avion pao na otok, u zraku se prepolovio pa je trup aviona završio na jednoj strani otoka, dok je rep aviona pao u more s druge strane), a upoznat ćemo još "Drugih". Većina druge sezone odvija se u oknu kojeg su preživjeli uspjeli otvoriti, a za kojeg će se pokazati da je zapravo istraživački centar kojeg je izgradila Dharma Inicijativa - znanstvena organizacija koja je vršila eksperimente na otoku prije nekoliko desetljeća. I dok se misterija oko "Drugih" polako otkriva, jedan preživjeli izdat će sve ostale, a do kraja sezone saznat će se razlog pada aviona.
U trećoj sezoni preživjeli saznaju mnogo informacija o "Drugima" i njihovoj dugačkoj povijesti na misterioznom otoku. Jedan od "Drugih" i prijašnji stanovnik okna pridružit će se preživjelima, dok će jedan preživjeli prebjeći kod "Drugih". Rat između "Drugih" i preživjelih doživjet će svoj vrhunac, a do kraja sezone preživjeli će stupiti u kontakt s teretnim brodom Kahana na kojem se nalazi spasilačka ekipa koja traži otok i preživjele. Također, u posljednjoj epizodi treće sezone otkrivamo da su neki likovi uspjeli otići s otoka, a i po prvi puta se upoznajemo s mitološkim likom - Jacobom.
Četvrta sezona (ujedno i najkraća po broju epizoda zbog toga što je snimana tijekom štrajka scenarista 2007. godine) svoju radnju usredotočuje na borbu preživjelih s ljudima s teretnog broda Kahana za koje u početku smatraju da su ih došli spasiti, ali za koje se ispostavlja da imaju vrlo opasne namjere. Osim radnje na otoku, pratimo i tzv. flash-forwarde - radnju koja se događa 2007. godine, a iz koje saznajemo da je šest likova uspjelo na neki način otići s otoka i u kojoj pratimo njihove živote nakon odlaska.
Peta sezona serije prati dvije odvojene radnje. Prva radnja prati preživjele koji se nisu uspjeli spasiti i otići s otoka pa time započinje njihova epska avantura skakanja kroz vrijeme prije nego što se konačno nađu u 1974. godini, u vrijeme kad je na otoku boravila organizacija Dharma Inicijativa. Druga radnja nastavlja pratiti originalnu vremensku crtu koja prati šest likova koji su uspjeli pobjeći s otoka, a koji se zapravo moraju vratiti na otok kako bi spasili ostale. Druga radnja odvija se 2007. godine, a preživjeli se ukrcavaju na let Ajira Airways 316 pomoću kojeg se na kraju i vrate na otok. Preživjeli iz prve radnje već tri godine djeluju kao pripadnici organizacije Dharma Inicijativa i nalaze se u 1977. godini, a nakon što im se pridruže putnici iz leta Ajira Airways, svi zajedno pokušat će promijeniti događaje u prošlosti kako bi na taj način promijenili svoju budućnost (odnosno uzrokovali da avion Oceanic 815 ne padne na otok).
U šestoj sezoni kao glavnu radnju pratimo ponovno udruživanje preživjelih u sadašnjosti. Nakon što je Jacob, čovjek koji je čuvao otok, umro, preživjeli će biti ostavljeni na milost i nemilost "Čovjeka u crnom", prije poznatog kao Dimno čudovište. U ovoj sezoni također pratimo i tzv. flash-sideways priču koja prati glavne likove u svijetu u kojem se avion Oceanic 815 zapravo nikada nije srušio na otok. Pred kraj serije snimljena je epizoda koja govori o dalekoj i drevnoj prošlosti otoka u kojoj saznajemo za sukob između Jacoba i "Čovjeka u crnom". Jedan od preživjelih morat će preuzeti Jacobovu ulogu zaštitnika otoka kako bi uništio "Čovjeka u crnom" i doveo sve u ravnotežu. Pritom će mu pomoći i drugi preživjeli, a bit će i sukoba na mističnim, nikad prije otkrivenim, mjestima na otoku. 

### Mitologija i interpretacije
Epizode serije Izgubljeni uključuju brojne misteriozne elemente koji su definirani kao znanstvena fantastika ili nadnaravni fenomeni. Autori svrstavaju takve elemente u mitologiju serije koja je stvorila veliku bazu obožavatelja diljem svijeta. Među najpoznatijim mitološkim elementima su Dimno čudovište koje odjekuje otokom; misteriozna skupina naseljenika koje preživjeli zovu "Drugi"; organizacija pod imenom DHARMA Initiative koja je izgradila nekoliko istraživačkih centara na različitim mjestima na otoku; šest točno određenih brojeva koji se često ponavljaju u životima likova u prošlosti, sadašnjosti i budućnosti; osobne veze i vremenska usklađenost između likova kojih su sami likovi često nesvjesni.
U srcu serije nalazi se vrlo kompleksna i tajanstvena priča koja je izazvala brojna pitanja i rasprave među gledateljima širom svijeta. Ohrabreni radnjama samih scenarista i članova glumačke ekipe, koje su uključivale pravu interakciju s obožavateljima preko Interneta, gledatelji i televizijski kritičari obilno su teoretizirali i pokušavali otkriti sve misterije. U najvećem broju slučajeva, teorije su se vrtile oko prirode samog otoka, izvornom nastanku Dimnog čudovišta i podrijetlu "Drugih", značenju brojeva i razlogu pada aviona. Nekoliko učestalih teorija obožavatelja bilo je negirano od strane autora J.J. Abramsa, pogotovo one da su preživjeli putnici leta Oceanic 815 zapravo mrtvi i da se nalaze u čistilištu. Lindelof je negirao teorije da su izvanzemaljci povezani s otokom, kao i one da se cjelokupna radnja događa u umu jednog od likova. Carlton Cuse negirao je teoriju da je cijeli otok zapravo pozornica "reality showa" u kojem sudjeluju preživjeli.

### Učestali elementi
U seriji postoji nekoliko učestalih elemenata i motiva koji zapravo nemaju velike veze s glavnom pričom, ali se protežu kroz cijelu seriju u literarnom i filozofskom podtekstu. Ti elementi najčešće uključuju pojavu bijelog i crnog koja odražava dualizam samih likova i situacija u kojima se isti nalaze; pobunu gotovo svih likova u određenim trenucima, pogotovo lika Kate; disfunkcionalnosti obitelji (pogotovo onih koji se vrte oko očeva mnogih likova); apokaliptičnih referenci, uključujući Desmondovo pritiskanje gumba kojim spašava svijet; slučajnosti protiv sudbine koja se posebno odnosi na likove Lockea i G. Ekoa; sukobe između znanosti i vjere koji se posebno odražavaju između dva glavna lika (Lockea i Jacka); kao i reference na mnoga književna djela. Također postoji i mnogo aluzija u samim imenima likova koje upućuju na svjetski poznate povijesne mislioce i pisce, kao npr. John Locke (prema istoimenom filozofu) kao i njegov alias Jeremy Bentham (prema filozofu), Danielle Rousseau (prema filozofu Jean-Jacquesu Rousseau), Desmond David Hume (prema filozofu Davidu Humeu), Juliet Burke (prema filozofu Edmundu Burkeu), Mikhail Bakunin (prema anarhističkom filozofu), Daniel Faraday (prema fizičaru Michaelu Faradayu), Eloise Hawking (prema fizičaru Stephenu Hawkingu), George Minkowski (prema matematičaru Hermannu Minkowskiju), Richard Alpert (rođeno ime duhovnog učitelja Rama Dassa) i Charlotte Staples Lewis (prema autoru C.S. Lewis).

## Glumačka postava i likovi
Od 324-ero ljudi koji su se nalazili na letu Oceanic 815, u prvom mahu preživjelo je njih 70 (uz jednog psa) koji su se raštrkali širom otoka nakon nesreće. Prvu sezonu serije sačinjava 14 stalnih uloga, a upravo ta velika brojka likova dopuštala je scenaristima veću fleksibilnost smišljanja same radnje. 
14 glavnih uloga u prvoj sezoni su sačinjavali: Matthew Fox kao izmučeni kirurg Jack Shephard i Evangeline Lilly kao bjegunac, ujedno i Jackov ljubavni interes Kate Austen; Jorge Garcia kao Hugo "Hurley" Reyes, nesretni dobitnik na lutriji; Josh Holloway kao prevarant James "Sawyer" Ford; Ian Somerhalder kao Boone Carlyle, glavni operativac u poslu organizacije vjenčanja njegove majke i Maggie Grace koja je glumila njegovu polusestru Shannon Rutherford, bivšu učiteljicu plesa; Harold Perrineau glumio je građevinskog radnika Michaela Dawsona, a glumac Malcolm David Kelley njegovog malog sina Walta Lloyda; Terry O'Quinn glumio je misterioznog Johna Lockea. Budući da je serija Izgubljeni od početka zamišljena kao multi-kulturalna među glumačkom ekipom nalazili su se još i Naveen Andrews koji je glumio bivšeg člana Iračke Republikanske garde Sayida Jarraha; australka Emilie de Ravin glumila je trudnicu Claire Littleton; Yunjin Kim kao Sun-Hwa Kwon, kćer moćnog korejskog biznismena, i Daniel Dae Kim kao Jin-Soo Kwon glumili su korejski bračni par; Dominic Monaghan glumio je englesku bivšu rock zvijezdu, ujedno i ovisnika o drogama Charlieja Pacea. 
Tijekom prve dvije sezone neki likovi bili su "otpisani" kako bi napravili mjesta za nove s novim pričama. Tako je Boone Carlyle otišao pred kraj prve sezone, dok je mali Kelley tijekom druge sezone bio samo glumac gost (što je donekle bilo uvjetovano činjenicom da su malog Walta na kraju prve sezone oteli "Drugi"). Odlazak Shannon nakon nekoliko epizoda druge sezone napravio je mjesta za novopridošlice - Mr. Ekoa (nigerijskog katoličkog svećenika i bivšeg kriminalca) kojeg je glumio Adewale Akinnuoye-Agbaje, Anu Luciju Cortez (zaštitarku na aerodromu i bivšu policajku) koju je glumila Michelle Rodriguez i Libby (kliničku psihijatricu) koju je glumila Cynthia Watros. Ana Lucia i Libby otišle su pred kraj druge sezone, a Michael (koji je odgovoran za njihov odlazak) i sam je otišao s otoka zajedno sa svojim sinom Waltom u finalu druge sezone.
U trećoj sezoni dvojica su glumaca iz sporednih prešla u glavne uloge: Henry Ian Cusick kao bivši škotski vojnik Desmond Hume i Michael Emerson, kao vođa "Drugih", Benjamin Linus. Također, troje novih glumaca pridružilo se glavnoj glumačkoj postavi: Elizabeth Mitchell, doktorica za plodnost i pripadnik "Drugih" Juliet Burke te Kiele Sanchez i Rodrigo Santoro kao jedni od sporednih preživjelih, ujedno i par Nikki Fernandez i Paulo. Tijekom sezone nekoliko likova je umrlo. Četvrta sezona označila je povratak glumca Harolda Perrineaua koji se ponovno vratio u ulozi Michaela, sada samoubilačkog čovjeka na očajničkom putu iskupljenja za prijašnje grijehe. Uz njega, glumačkoj postavi pridružili su se i Jeremy Davies kao Daniel Faraday, nervozni fizičar kojeg otok jako zanima iz znanstvene perpektive, Ken Leung kao Miles Straume, sarkastični šaptač duhovima i Rebecca Mader kao Charlotte Staples Lewis, tvrdoglava i odlučna antropologinja i uspješni akademik. Do kraja sezone "otpisano" je dvoje likova: Michael Dawson koji je završio svoj pokajnički put i Claire koja misteriozno nestaje zajedno sa svojim biološkim ocem pred kraj sezone i ne pojavljuje se sve do posljednje sezone.
Peta sezona nije označila dolazak nikakvih novih glavnih likova, iako je nekoliko važnih otišlo iz serije: Charlotte u petoj epizodi, a Daniel i Juliet u finalu pete sezone. U šestoj, posljednjoj sezoni nekoliko glumaca promaknuto je u glavnu postavu: Nestor Carbonell kao misteriozni Richard Alpert koji nikad ne stari, Jef Fahey kao pilot Frank Lapidus i Zuleikha Robinson kao preživjela s leta Ajira Airways 316 Ilana Verdansky. Uz njih, bivši članovi glumačke postave (Ian Somerhalder, Dominic Monaghan, Rebecca Mader, Jeremy Davies, Elizabeth Mitchell, Maggie Grace, Michelle Rodriguez, Harold Perrineau i Cynthia Watros) vratili su se u nekim epizodama posljednji put.
Brojni sporedni likovi povremeno se pojavljuju tijekom kompletnog trajanja serije. U prvom redu tu su Danielle Rousseau (Mira Furlan), bivša članica znanstvene ekspedicije koja je u neprestanoj potrazi za svojom kćerkom s kojom se napokon susreće u finalu treće sezone, a za koju se ispostavlja da je Alex Rousseau (Tania Raymonde); Cindy (Kimberley Joseph), stjuardesa na letu Oceanic 815 koja s vremenom postane pripadnik "Drugih"; bračni par Rose Henderson (L. Scott Caldwell) i Bernard Nadler (Sam Anderson), koji su u početku odvojeni na različitim stranama otoka (ona se nalazi s glavnim preživjelima, a Bernard je bio u repu aviona u trenutku nesreće), ali se u drugoj sezoni napokon susreću; korporativni magnat Charles Widmore (Alan Dale) koji ima prošlost s Benom, a u čiju kćerku Penelope "Penny" Widmore (Sonya Walger) je zaljubljen Desmond Hume. Od likova "Drugih" posebno se ističu Tom (M.C. Gainey) i Ethan Rom (William Mapother) koje smo nekoliko puta vidjeli u "flashbackovima", "flashforwardima" i sadašnjoj radnji. Jackov otac Christian Shephard (John Terry) često se pojavljivao u "flashbackovima" nekoliko glavnih likova. U trećoj sezoni Naomi Dorrit (Marsha Thomason), za koju se ispostavlja da je vođa grupe ljudi s teretnog broda Kahana koje je zapravo unajmio Charles Widmore kako bi pronašli Benjamina Linusa, padobranom se spušta na otok. Jedan od likova iz grupe je i nemilosrdni plaćenik Martin Keamy (Kevin Durand). Tu su i misteriozni "Čovjek u crnom" (Titus Welliver) te njegov rival Jacob (Mark Pellegrino).

## Produkcija

### Stvaranje serije
Serija Izgubljeni započela se stvarati još u siječnju 2004. godine, kada je Lloyd Braun tadašnji direktor ABC-a naručio scenarij od Spelling Television temeljen na njegovoj ideji o spajanju knjige Gospodar muha, filma Brodolom života, televizijske serije Gilliganov otok i popularnog "reality showa" "Survivor" u jednu seriju. ABC je davne 1969. godine producirao seriju "The New People" koja je bila kratkog vijeka, a čija se radnja također vrtila oko preživjelih putnika nakon avionske nesreće. Nezadovoljan prvim verzijama scenarija, Braun je uskoro kontaktirao J. J. Abramsa koji se nalazio pod ugovorom s Touchstone Televison (sada ABC Studios), a također iza sebe već imao autorsko djelo u obliku televizijske serije (Alias) te mu predložio da napiše novi scenarij za Pilot epizodu Izgubljenih. Iako u početku nije bio zainteresiran, Abrams je ipak pristao pod uvjetom da serija krene u nadnaravnom smjeru, a također je surađivao i s Damonom Lindelofom kako bi odmah od početka postavili stil same serije i njezine glavne likove. Zajedno su kreirali "Bibliju serije", skupili i detaljno razradili glavne mitološke ideje i zaplete koji bi se protezali na četiri do pet sezona. Budući da je producentska kuća htjela krenuti sa svojom novom serijom odmah u televizijskoj sezoni 2004. – 05., vremena za pret-produkciju bilo je jako malo. Zato su scenaristi tijekom audicija za uloge pisali likove prema glumcima koji su nastupali na audiciji.
Dvosatna pilot epizoda Izgubljenih postala je najskuplja epizoda neke serije svih vremena. Navodno je koštala između 10 i 14 milijuna dolara (prosječna cijena pilot epizode za televizijsku sezonu 2004-05 bila je oko 4 milijuna dolara). Premijera serije održana je 22. rujna 2004. i postala jedan od najvećih kritičkih i komercijalnih uspjeha te godine. Upravo je ta serija, uz novo pridošle Kućanice i Uvod u anatomiju označila lagano uzdizanje ABC-a kojemu do tada nije išlo što se tiče televizijske gledanosti. Ipak, prije nego što je pilot epizoda Izgubljenih uopće prikazana na televiziji, izvršni direktori ABC-a otpustili su Lloyda Brauna upravo zbog slabe gledanosti serija u produkciji ABC-a proteklih sezona i zbog činjenice da je uopće dopustio snimanje tako skupog projekta. Svjetska premijera pilot epizode održana je 24. srpnja 2004. godine u sklopu Comic-Cona u San Diegu.

### Dodjela uloga
Mnoge uloge i likovi u prvoj sezoni bili su zapravo rezultat sviđanja ili ne sviđanja glumaca koji su se pojavili na audicijama. Glavni lik Jacka u originalu je trebao poginuti u prvoj epizodi, a producenti su se nadali da će ga glumiti Michael Keaton; međutim, ABC-jevi izvršni direktori su zahtijevali da Jack ostane živ. Prije nego što je to odlučeno, Kate je bila glavni lik za koju se vjerovalo da će postati vođa skupine preživjelih; u početku je zamišljena da će biti više slična liku Rose. Dominic Monaghan pojavio se na audiciji za ulogu Sawyera koji je u to vrijeme zamišljen kao gradski, fino odjeveni prevarant. Producentima se toliko svidjela Monaghanova gluma da su čak promijenili lik Charlieja (koji je trebao biti sredovječna bivša rock zvijezda). Jorge Garcia također se pojavio na audiciji za Sawyera, a uloga Hurleyja koju je na kraju dobio bila je i napisana upravo za glumca. Kada je Josh Holloway došao na audiciju za Sawyera, producentima se izrazito svidjela njegova živčanost koju je prikazao (navodno je čak i udario stolicu za vrijeme audicije, jer se nije mogao sjetiti teksta) te južnjački naglasak, tako da su na kraju promijenili i lik Sawyera kako bi odgovarao Joshovoj glumi. Yunjin Kim u početku je bila na audiciji za ulogu Kate, ali kako su producenti napisali lik Sun njoj su ga i dodijelili. Lik Sayida, kojeg je odglumio Naveen Andrews, nije se uopće nalazio u pilot epizodi. Likovi Lockea i Michaela napisani su prema glumcima koji su ih glumili. U drugoj sezoni producenti su kontaktirali glumca Michaela Emersona da glumi lik Benjamina Linusa ("Henry Gale") u tri epizode. Zbog izvrsne glume kojom je oduševio uloga mu je najprije produžena na 8 epizoda, a kasnije i na ostatak serije.

### Snimanje
Serija Izgubljeni u potpunosti je snimana na havajskom otočju Oahu zbog ogromne količine filmskih lokacija koje se nalaze u blizini. Originalne snimke iz pilot epizode snimane su na Mokule'ia obali, na sjeverozapadu otoka. Kasnije scene na plaži snimane su na izdvojenim mjestima na slavnoj sjevernoj obali otoka. Scene u špiljama u prvoj sezoni snimane su u studiju na Havajima, kao i scene u istraživačkim centrima Swan i Hydra u drugoj, odnosno trećoj sezoni. 
Mnoge urbane zone Honolulua poslužile su kao lokacije za snimanje scena koje se događaju izvan otoka, uključujući Kaliforniju, New York, Iowu, Miami, Južnu Koreju, Nigeriju, Britaniju, Pariz, Tajland, Berlin, Maldive i Australiju. Nekoliko scena iz finala treće sezone snimljeno je u Los Angelesu, gdje su producenti posudili bolnički set druge serije (Uvod u anatomiju). Dvije scene iz četvrte sezone snimljene su u Londonu, budući je glumac Alan Dale (lik Charles Widmore) u to vrijeme snimao mjuzikl Spamalot i nije mogao putovati na Havaje.

### Glazba
Originalnu glazbu za seriju Izgubljeni skladao je Michael Giacchino. Karakteristična je po tome što je za svaki važniji lik serije skladana drugačija glazba. Giacchino je za stvaranje glazbe koristio neuobičajene zvukove, kao npr. zvuk udaranja pokidanih dijelova aviona. Do danas je izdano čak pet originalnih soundtrackova iz serije, za prvih pet sezona. 
U seriji su se povremeno koristile i originalne pjesme koje su dolazile iz raznih izvora. Primjeri izvora su Hurleyjev CD player kojeg sluša tijekom prve sezone dok se istom ne istroše baterije ili početak druge i treće sezone kad s gramofonske ploče (druga sezona) odnosno CD-a (treća sezona) slušamo pjesme izvođačice Cass Elliot: "Make Your Own Kind of Music" (druga sezona) odnosno Petule Clark: "Downtown" (treća sezona). U dvije epizode serije Charlie je prikazan kako pjeva na ulici poznatu pjesmu skupine Oasis: "Wonderwall". U finalu treće sezone Jack, vozeći se u automobilu, sluša pjesmu skupine Nirvana: "Scentless Apprentice", a u finalu četvrte epizode, u vrlo sličnoj sceni, sluša pjesmu skupine Pixies: "Gouge Away". Jedine dvije epizode koje su u seriji iskorištene bez pravog izvora su bile "Slowly" u izvedbi Ann-Margaret (u epizodi "I Do") i "I Shall Not Walk Alone" u izvedbi skupine The Blind Boys of Alabama (u epizodi "Confidence Man"). 

## Reakcije i utjecaj

### Gledanost
Pilot epizoda serije Izgubljeni privukla je 18.6 milijuna gledatelja čime je postigla najbolji rezultat gledanosti neke serije za ABC još od 2000. godine kad je prikazana prva epizoda showa Tko želi biti milijunaš?. Kompletnu prvu sezonu u prosjeku gledalo je 16 milijuna gledatelja, a prva epizoda druge sezone uvjerljivo je najgledanija epizoda serije s preko 23 milijuna gledatelja te večeri. Prosjek gledanosti druge sezone bio je 15.5 milijuna gledatelja. Premijera treće sezone pred male ekrane dovela je 18.8 milijuna gledatelja, a do sedme epizode prosjek je pao na 14.5 (prije prikazivanja sedme epizode treće sezone uzeta je tromjesečna pauza u kojoj se serija nije prikazivala). Tijekom proljeća 2007. godine gledanost se spustila na 11 milijuna gledatelja, iako se do finala treće sezone ipak nešto popravila pa je posljednju epizodu gledalo 14 milijuna ljudi. Otvaranje četvrte sezone pogledalo je 16.1 milijuna gledatelja, iako se i ovdje do osme epizode gledanost naglo spustila na 11.461 milijuna. Premijera šeste sezone ipak je prošla najgore od svih, skupivši 12.1 milijun gledatelja.

### Nagrade
Serija Izgubljeni bila je nominirana za mnoge televizijske nagrade, uključujući 41 nominaciju za prestižnu televizijsku nagradu Emmy (osvojila je njih 10, uključujući i jednu online nagradu), 21 nominaciju za Teen Choice Award, 39 nominacija za nagradu Saturn (10 pobjeda), 11 nominacija za Golden Reel Awards (5 pobjeda), 8 nominacija za nagrade Satelit (jedna pobjeda), 7 nominacija za Zlatni globus (jedna pobjeda), 4 nominacije za Ceh pisaca Amerike (jedna pobjeda), tri nominacije za Ceh redatelja Amerike, dvije nominacije za Ceha glumaca (jedna pobjeda) i nominaciju za BAFTA-u. Među najvažnijim osvojenim nagradama svakako se ističu ona iz 2005. godine za najbolju dramsku televizijsku seriju (Emmy), te dvije iz 2006. godine za najbolju dramsku televizijsku seriju (Zlatni globus) i najbolji glumački ansambl (Ceh glumaca Amerike). 
Pilot epizoda do danas je najnominiranija epizoda serije s 15 različitih nominacija (6 pobjeda). Through the Looking Glass je druga najnominiranija epizoda s 9 različitih nominacija. Serija Izgubljeni do danas je osvojila 54 različite nagrade. 

#### Emmy
2005. godine serija Izgubljeni nominirana je u čak 12 kategorija za najprestižniju televizijsku nagradu od kojih je osvojila njih 6, uključujući onu za najbolju dramsku seriju godine (što se smatralo određenim iznenađenjem jer Akademija rijetko kad proglašava najboljim znanstveno-fantastične serije), kao i za najbolju režiju (J.J. Abrams za pilot epizodu). Sljedeće godine serija je nominirana u 9 kategorija, ali nije osvojila niti jednu nagradu. Iako je prethodne godine proglašena najboljom, Izgubljeni sada uopće nisu niti nominirani u toj kategoriji. Za treću sezonu serija je nominirana u 6 kategorija, ali opet ne i u onoj najvažnijoj - za najbolju seriju godine. Ipak, Terry O'Quinn postao je prvi glumac koji je osvojio Emmyja u glumačkoj kategoriji: za najbolju sporednu mušku ulogu u epizodi The Man from Tallahassee. 2008. godine serija je nominirana u 8 kategorija, od kojih je 6 bilo tehničkih (na kraju je osvojila nagradu za najbolju montažu zvuka). 2009. godine od šest nominacija, Izgubljeni su osvojili dvije. Michael Emerson postao je drugi član glumačke postave koji je otišao kući s Emmyjem - također za najbolju sporednu mušku ulogu. I ove je sezone serija nominirana u kategoriji najbolje dramske serije godine. Za posljednju sezonu, Izgubljeni su ponovili uspjeh prve pa su tako nominirani u čak 12 kategorija. Osim za najbolju dramsku seriju, između ostalih serija je dobila nominacije i u kategorijama za najbolju režiju i scenarij (za epizodu "The End"), najboljeg glavnog glumca (Matthew Fox - njegova prva nominacija za seriju), a svoje su nominacije ponovili i Michael Emerson (četvrti put za redom) i Terry O'Quinn (treći put). Posljednja sezona serije ipak na kraju nije osvojila niti jednu nagradu Emmy. 
Slijedi popis nominacija i osvojenih nagrada za televizijsku nagradu Emmy u najvažnijim kategorijama:
| Godina | Kategorija                       | Nominirani | Epizode                       | Rezultat   |
| ------ | -------------------------------- | --- | ----------------------------- | ---------- |
| 2005   | Najbolja režija (drama)          | J.J. Abrams | Pilot                         | Pobjednik  |
| 2005   | Najbolji sporedni glumac (drama) | Terry O'Quinn | Walkabout i The Moth          | Nominacija |
| 2005   | Najbolji sporedni glumac (drama) | Naveen Andrews | Solitary i The Greater Good   | Nominacija |
| 2005   | Najbolja TV serija (drama)       | J.J. Abrams, Damon Lindelof, Bryan Burk, Carlton Cuse, Jack Bender, David Fury, Jesse Alexander, Javier Grillo-Marxuach, Sarah Caplan, Leonard Dick i Jean Higgins                                                | Pilot                         | Pobjednik  |
| 2005   | Najbolji scenarij (drama)        | J.J. Abrams, Damon Lindelof i Jeffrey Lieber | Pilot                         | Nominacija |
| 2005   | Najbolji scenarij (drama)        | David Fury | Walkabout                     | Nominacija |
| 2006   | Najbolja režija (drama)          | Jack Bender | Live Together, Die Alone      | Nominacija |
| 2006   | Najbolji glumac-gost (drama)     | Henry Ian Cusick | Live Together, Die Alone      | Nominacija |
| 2006   | Najbolji scenarij (drama)        | Damon Lindelof i Carlton Cuse | The 23rd Psalm                | Nominacija |
| 2007   | Najbolja režija (drama)          | Jack Bender | Through the Looking Glass     | Nominacija |
| 2007   | Najbolji sporedni glumac (drama) | Terry O'Quinn | The Man from Tallahassee      | Pobjednik  |
| 2007   | Najbolji sporedni glumac (drama) | Michael Emerson | "The Man Behind the Curtain"  | Nominacija |
| 2007   | Najbolji scenarij (drama)        | Damon Lindelof i Carlton Cuse | Through the Looking Glass     | Nominacija |
| 2008   | Najbolja TV serija (drama)       | J.J. Abrams, Damon Lindelof, Carlton Cuse, Bryan Burk, Jack Bender, Edward Kitsis, Adam Horowitz, Drew Goddard, Stephen Williams, Jean Higgins, Elizabeth Sarnoff, Pat Churchill, Ra’uf Glasgow                   | "The Constant"                | Nominacija |
| 2008   | Najbolji sporedni glumac (drama) | Michael Emerson | "The Shape of Things to Come" | Nominacija |
| 2009   | Najbolja TV serija (drama)       | J.J. Abrams, Jack Bender, Bryan Burk, Carlton Cuse, Adam Horowitz, Edward Kitsis, Damon Lindelof, Jean Higgins, Elizabeth Sarnoff, Stephen Williams, Paul Zbyszewski, Pat Churchill, Ra'uf Glasgow, Brian Vaughan |                               | Nominacija |
| 2009   | Najbolji sporedni glumac (drama) | Michael Emerson | "Dead is Dead"                | Pobjednik  |
| 2009   | Najbolji scenarij (drama)        | Damon Lindelof i Carlton Cuse | "The Incident"                | Nominacija |
| 2010   | Najbolja TV serija (drama)       | |                               | Nominacija |
| 2010   | Najbolji glavni glumac (drama)   | Matthew Fox | "The End"                     | Nominacija |
| 2010   | Najbolji sporedni glumac (drama) | Terry O'Quinn | "The Substitute"              | Nominacija |
| 2010   | Najbolji sporedni glumac (drama) | Michael Emerson | "Dr. Linus"                   | Nominacija |
| 2010   | Najbolja glumica gost (drama)    | Elizabeth Mitchell | "The End"                     | Nominacija |
| 2010   | Najbolja režija (drama)          | Jack Bender | "The End"                     | Nominacija |
| 2010   | Najbolji scenarij (drama)        | Damon Lindelof i Carlton Cuse | "The End"                     | Nominacija |

#### Zlatni globus
Serija Izgubljeni za Zlatni globus nominirana je u kategoriji najbolje dramske serije tri godine za redom (2005., 2006. i 2007.), a osvojila je nagradu 2006. godine. Evangeline Lilly, Naveen Andrews, Matthew Fox i Michael Emerson su članovi glumačke ekipe koji su bili nominirani za Zlatni globus, svatko u svojoj kategoriji. Nitko nije osvojio niti jednu nagradu, a serija za Zlatni globus 2008. i 2009. godine nije nominirana u niti jednoj kategoriji. 
Slijedi popis nominacija i osvojenih nagrada za televizijsku nagradu Zlatni globus:
| Godina | Kategorija                                                 | Nominirani       | Rezultat   |
| ------ | ---------------------------------------------------------- | ---------------- | ---------- |
| 2005   | Najbolja TV serija (drama)                                 |                  | Nominacija |
| 2006   | Najbolja TV serija (drama)                                 |                  | Pobjednik  |
| 2006   | Najbolji glavni glumac (drama)                             | Matthew Fox      | Nominacija |
| 2006   | Najbolji sporedni glumac (serija, mini-serija ili TV-film) | Naveen Andrews   | Nominacija |
| 2007   | Najbolja TV serija (drama)                                 |                  | Nominacija |
| 2007   | Najbolja glavna glumica (drama)                            | Evangeline Lilly | Nominacija |
| 2010   | Najbolji sporedni glumac (serija, mini-serija ili TV-film) | Michael Emerson  | Nominacija |

### Kritike
Mnogi ugledni televizijski kritičari seriju Izgubljeni stavljali su na svoje top 10 liste 2005. godine (nakon što je s emitiranjem završila prva sezona). 2007. godine magazin Time stavio je Izgubljene na svoju listu 100 najboljih televizijskih serija svih vremena, a magazin Empire 2008. godine otišao je korak dalje, postavivši je na 5 mjesto najboljih serija svih vremena (iza Simpsona, Buffy: Ubojica vampira, Obitelji Soprano i Zapadnog krila).
Treća sezona bila je najviše kritizirana, pogotovo blok od šest prvih epizoda prije tromjesečne stanke, budući se nikome nije sviđalo što serija postavlja puno više pitanja nego što daje odgovora. Također, prigovaralo se i činjenici da mnogi glavni glumci ne dobivaju puno prostora za razradu svojih likova (prvenstveno Locke, kojeg je glumio Terry O'Quinn, a koji se u drugoj sezoni pojavljivao u najviše epizoda od svih drugih likova, dok je tijekom treće glumio u tek 13 epizoda - od njih 22 - samo dvije epizode više od glumca gosta M. C. Gaineyja, koji je glumio lik Toma). Reakcije na nove likove uvedene početkom treće sezone, Nikki i Paulo, uopće nisu bile pozitivne, što je potvrdio i sam Lindelof. Činjenica da je treća sezona podijeljena u dva dijela što se tiče prikazivanja (prvi dio sa šest nastavaka, pa ostatak nakon tromjesečne stanke) također je bio kritiziran. Međutim, drugi dio treće sezone uglavnom je dobio pozitivne kritike, nakon što su scenaristi odlučili ubiti likove Nikkija i Paula i odgovoriti na postavljena pitanja iz prvog dijela sezone. Također, pred kraj treće sezone objavljeno je da će serija trajati još dodatne tri sezone čime su autori nastojali publici dati do znanja da točno znaju u kojem će smjeru ići serija i kako će završiti.
Nekoliko američkih kritičara premijeru četvrte sezone (The Beginning of the End) proglašavalo je televizijskim događajem godine. Na popularnoj web stranici Metacritic četvrta sezona ima 87% pozitivnih kritika, što ju za tu godinu smješta na drugo mjesto najboljih televizijskih serija godine (odmah iza pete i posljednje sezone serije Žica). 7. svibnja 2007. godine službeno je objavljeno da će serija trajati do 2010. godine, a kritika je dobro prihvatila i nove likove. Entertainment Weekly o seriji je na pisao: "Avionska nesreća. Dimno čudovište. Polarni medvjedi. Luda Francuskinja. Drugi. Okno. Putovanje kroz vrijeme. Navedite još jednu televizijsku seriju koja na tako spektakularan način može ? pretvoriti u !".

### Obožavatelji i popularna kultura
Zbog svoje iznimne popularnosti i kultnog statusa, serija Izgubljeni stvorila je tisuće vjernih i uspješnih zajednica obožavatelja širom svijeta. Obožavatelji serije, popularno zvani Lostaways ili Losties često su se okupljali na festivalu Comic-Con i ostalim konvencijama koje je organizirao ABC, ali su također i stvorili veliki broj internetskih stranica od kojih je zasigurno najpoznatija Lostpedia. Zbog svoje vrlo kompleksne i detaljno razrađene mitologije, obožavatelji su preko raznih internetskih stranica razglabali o misterijama na otoku, ali su se također bavili i uobičajenim stvarima kao pisanje vlastitih priča s likovima iz serije, snimanja video isječaka, prikupljanja skriptova pojedinih epizoda i drugim. 
Zahvaljujući velikom zanimanju za seriju, a u isto vrijeme pokušavajući održati gledatelje u non-stop iščekivanju, ABC se prihvatio zadatka promoviranja serije kroz razne druge medije. Tu se posebno ističu web stranice, knjige, službeni forumi sponzorirani od strane kreativnog tima (The Fuselage), mobizode, popularni podcastovi, službeni magazin i alternativna igra The Lost Experience, a koji su svi usko povezani s radnjom serije.
Reference na seriju ili dijelove radnje mogu se pronaći u popularnoj kulturi. To prije svega uključuje druge televizijske serije kao što su Veronica Mars, Will i Grace, Chuck, Bez oduševljenja molim, Cougar Town, U uredu, ali i u animiranim serijama Family Guy, American Dad!, South Park ili Simpsoni. Serija se također nalazi i kao skriveni dodatak na nekim videoigrama, kao što su Half-Life 2: Episode Two, Skate, World of Warcraft, Just Cause 2 i Rock Band 2. Stripovi Catwoman i The Thing; dnevni stripovi Monty i Over the Hedge; internet stripovi Piled Higher and Deeper i Penny Arcade kao i humoristični magazin Mad također sadržavaju reference na seriju. Nekoliko rock bendova objavili su pjesme čije teme ili naslovi dolaze iz same serije, kao npr. Moneen: "Don't Ever Tell Locke What He Can't Do", Senses Fail: "Lost and Found" i "All The Best Cowboys Have Daddy Issues", Gatsbys American Dream "You All Everybody" i "Station 5: The Pearl" te Punchline: "Roller Coaster Smoke". 
Nakon što je 2. ožujka 2005. godine emitirana epizoda "Numbers", stotine ljudi koristili su brojeve koji se tada po prvi puta pojavljuju u seriji (4, 8, 15, 16, 23 i 42) kako bi osvojili na lutriji. U sljedeća tri dana bit će preko 500. pokušaja dobitka na lutriji upravo s tim brojevima. Do listopada iste godine tisuće ljudi odigrat će iste brojeve ne bi li osvojili novac na raznoraznim lutrijama. 

## Serija na Blu-rayju i DVD-ovima
U Hrvatskoj je kompletna serija izdana na DVD-ovima koji, osim svih epizoda svake sezone, sadrže i hrpu posebnih dodataka za svaku pojedinačnu sezonu (osim prve). Za američko (1. regija) i europsko (2. regija) tržište na DVD-ovima i Blu-ray formatu izdana je kompletna serija i to u pojedinačnim pakiranjima, ali i kao kompletna serija. Svaka sezona u pojedinačnim pakiranjima, osim svih epizoda svake sezone, sadrži i hrpu posebnih dodataka dok kompletna serija na Blu-ray izdanju osim svih epizoda i već viđenih posebnih dodataka, sadrži dodatne, nikad prije viđene, video materijale, pravu Senet igru za dva igrača (uz koju se dobije ploča za igru, crno i bijelo kamenje i četiri male polugice koje služe kao kockice) kao i pravi Ankh u kojem je skrivena Jacobova poruka koja se prvo mora dešifrirati kako bi se saznala pravila igre. Uz sve to, kompletno izdanje šeste sezone kao i izdanje kompletne serije sadrže 12-minutnu mini-epizodu "New Man in Charge" snimljenu kao epilog na seriju koja nam donosi saznanje tko će biti novi čuvar Otoka.

## Vanjske poveznice
- Izgubljeni u internetskoj bazi filmova IMDb-a